# 輸出加工区
輸出加工区（ゆしゅつかこうく）とは、設置する国が雇用増大や、技術導入、外貨獲得を目的として輸入関税や法人税などの税制の優遇を行う区域である。

## 概要
一般的に輸出加工区はEPZ（export processing zone）と呼ばれるが、別名で自由貿易区（FTZ：free trade zone）や保税加工区（BPZ:Bonded Processing Zone）ともよばれる。1959年にアイルランドのシャノン空港で初めて開設され、その後、工業化を進める有効な手段として、世界90カ国にまで広がった。
日本の企業は東アジアや東南アジアの安価な労働力を生かすために、投資や部品の輸出を行い、ここで部品を組み立て輸出を行っている。
東南アジアではベトナムのハノイ、ハイフォン、ダナン、ホーチミン、タイ王国の首都バンコクに近いムアンサムットプラーカーン郡（サムットプラカーン）、マレーシアのペナン、プライ、ウルクラン、スンガイウェイ、セナイがある。またインドネシアの首都ジャカルタやバタム島、フィリピンのバキオ、バタアン、カヴィテ、マクタン島、シンガポールのジュロン工業団地など多くの輸出加工区が立地する。

## 各国の輸出加工区
- 中華人民共和国の経済特区も輸出加工区の特徴をもつ。
- モーリシャス
- メキシコのマキラドーラ制度（2001年に変更される）
- ブラジルのマナウス（マナオス）に設置されたマナウスフリーゾーン
- バングラデシュのダッカ